# Seznam ulic v Hrotovicích
Seznam ulic v Hrotovicích uvádí přehled ulic a veřejných prostranství ve městě Hrotovice v okrese Třebíč.

## Seznam
| Název           | Pojmenováno po            | Souřadnice                     | Obrázek | Commons                       | RÚIAN   | Mapy.cz         |
| --------------- | ------------------------- | ------------------------------ | ------- | ----------------------------- | ------- | --------------- |
| 1. máje         |                           | 49°6′19″ s. š., 16°3′41″ v. d. |         | 1. máje (Hrotovice)           | 599794  | stre&id=134414  |
| Akademika Práta | Silvestr Prát             | 49°6′37″ s. š., 16°3′34″ v. d. |         | Akad. Práta                   | 599905  | stre&id=134425  |
| Brněnská        | Brno                      | 49°6′24″ s. š., 16°4′0″ v. d.  |         | Brněnská (Hrotovice)          | 599972  | stre&id=134432  |
| Bří Lohniských  |                           | 49°6′29″ s. š., 16°3′44″ v. d. |         | Bří Lohniských                | 599999  | stre&id=134434  |
| Cihelna         |                           | 49°6′49″ s. š., 16°4′23″ v. d. |         | Cihelna (Hrotovice)           | 600032  | stre&id=134438  |
| Cihlářská       | Cihlářství                | 49°6′30″ s. š., 16°3′59″ v. d. |         | Cihlářská (Hrotovice)         | 600024  | stre&id=134437  |
| Dolní           |                           | 49°6′12″ s. š., 16°3′44″ v. d. |         | Dolní (Hrotovice)             | 600041  | stre&id=134439  |
| Dolní chalupy   |                           | 49°6′33″ s. š., 16°3′43″ v. d. |         | Dol. chalupy                  | 600059  | stre&id=134440  |
| Domky           |                           | 49°6′24″ s. š., 16°3′51″ v. d. |         | Domky (Hrotovice)             | 600067  | stre&id=134441  |
| Dražka          |                           | 49°6′24″ s. š., 16°3′15″ v. d. |         | Dražka (Hrotovice)            | 600075  | stre&id=134442  |
| F. B. Zvěřiny   | František Bohumír Zvěřina | 49°6′28″ s. š., 16°3′37″ v. d. |         | F. B. Zvěřiny                 | 600083  | stre&id=134443  |
| Hladov          |                           | 49°6′36″ s. š., 16°3′25″ v. d. |         | Hladov (Hrotovice)            | 599808  | stre&id=134415  |
| Horní chalupy   |                           | 49°6′33″ s. š., 16°3′45″ v. d. |         | Hor. chalupy                  | 599816  | stre&id=134416  |
| Hájenka-Žleb    |                           | 49°4′33″ s. š., 16°4′52″ v. d. |         | Hájenka-Žleb                  | 600105  | stre&id=134445  |
| Jihlavská       | Jihlava                   | 49°6′36″ s. š., 16°3′8″ v. d.  |         | Jihlavská (Hrotovice)         | 599824  | stre&id=134417  |
| Ke Kapličce     |                           | 49°6′5″ s. š., 16°3′25″ v. d.  |         | Ke Kapličce (Hrotovice)       | 1559851 | stre&id=5185839 |
| Krátká          | délka                     | 49°6′31″ s. š., 16°3′43″ v. d. |         | Krátká (Hrotovice)            | 686298  | stre&id=141741  |
| Letná           |                           | 49°6′21″ s. š., 16°3′55″ v. d. |         | Letná (Hrotovice)             | 599832  | stre&id=134418  |
| Lidická         | Lidice                    | 49°6′13″ s. š., 16°3′36″ v. d. |         | Lidická (Hrotovice)           | 599841  | stre&id=134419  |
| MCV Brno        |                           | 49°5′45″ s. š., 16°4′19″ v. d. |         | MCV Brno                      | 600113  | stre&id=134446  |
| Manž. Orlových  |                           | 49°6′21″ s. š., 16°3′11″ v. d. |         | Manž. Orlových                | 3209440 | stre&id=5199327 |
| Milačka         |                           | 49°6′45″ s. š., 16°3′12″ v. d. |         | Milačka (street)              | 781461  | stre&id=151411  |
| Mládeže         | mládí                     | 49°6′12″ s. š., 16°3′37″ v. d. |         | Mládeže (Hrotovice)           | 599867  | stre&id=134421  |
| Mírová          | mír                       | 49°6′33″ s. š., 16°3′52″ v. d. |         | Mírová (Hrotovice)            | 599859  | stre&id=134420  |
| Na Výsluní      |                           | 49°6′21″ s. š., 16°3′59″ v. d. |         | Na Výsluní (Hrotovice)        | 599875  | stre&id=134422  |
| Nové Rybníky    |                           | 49°5′43″ s. š., 16°4′28″ v. d. |         | Nové Rybníky                  | 600148  | stre&id=134449  |
| Nové dvory      |                           | 49°4′46″ s. š., 16°5′5″ v. d.  |         | Nové dvory (Hrotovice)        | 599891  | stre&id=134424  |
| Panská          |                           | 49°6′21″ s. š., 16°3′32″ v. d. |         | Panská (Hrotovice)            | 730262  | stre&id=145744  |
| Podloučky       |                           | 49°6′19″ s. š., 16°3′54″ v. d. |         | Podloučky (Hrotovice)         | 599913  | stre&id=134426  |
| Příčná          | ortogonalita              | 49°6′32″ s. š., 16°3′48″ v. d. |         | Příčná (Hrotovice)            | 599921  | stre&id=134427  |
| Rybniční        | chovný rybník             | 49°6′25″ s. š., 16°3′47″ v. d. |         | Rybniční (Hrotovice)          | 599930  | stre&id=134428  |
| Sadová          | sad                       | 49°6′30″ s. š., 16°3′54″ v. d. |         | Sadová (Hrotovice)            | 599948  | stre&id=134429  |
| Skryjská        | Skryje                    | 49°6′29″ s. š., 16°3′50″ v. d. |         | Skryjská (Hrotovice)          | 599956  | stre&id=134430  |
| Sokolská        | Sokol                     | 49°6′19″ s. š., 16°3′36″ v. d. |         | Sokolská (Hrotovice)          | 599964  | stre&id=134431  |
| Třebíčská       | Třebíč                    | 49°6′38″ s. š., 16°3′46″ v. d. |         | Třebíčská (Hrotovice)         | 600172  | stre&id=134452  |
| U Obory         |                           | 49°6′9″ s. š., 16°3′39″ v. d.  |         | U Obory (Hrotovice)           | 599981  | stre&id=134433  |
| U Sýpky         |                           | 49°6′24″ s. š., 16°3′12″ v. d. |         | U Sýpky (Hrotovice)           | 790168  | stre&id=152401  |
| U Topolu        |                           | 49°6′21″ s. š., 16°4′11″ v. d. |         | U Topolu (Hrotovice)          | 686271  | stre&id=141740  |
| Zahradní        | zahrada                   | 49°6′28″ s. š., 16°4′1″ v. d.  |         | Zahradní (Hrotovice)          | 600199  | stre&id=134454  |
| Znojemská       | Znojmo                    | 49°6′30″ s. š., 16°3′19″ v. d. |         | Znojemská (Hrotovice)         | 600016  | stre&id=134436  |
| Zákostelní      | kostel svatého Vavřince   | 49°6′24″ s. š., 16°3′20″ v. d. |         | Zákostelní (Hrotovice)        | 600008  | stre&id=134435  |
| nám. 8. května  |                           | 49°6′31″ s. š., 16°3′28″ v. d. |         | Náměstí 8. května (Hrotovice) | 599883  | stre&id=134423  |
| Šajby           |                           | 49°6′19″ s. š., 16°4′3″ v. d.  |         | Šajby                         | 600091  | stre&id=134444  |